# Tulaquil
Tulaquil är en ort i Mexiko.   Den ligger i kommunen Yajalón och delstaten Chiapas, i den sydöstra delen av landet, 800 km öster om huvudstaden Mexico City. Tulaquil ligger 908 meter över havet och antalet invånare är 309.
Terrängen runt Tulaquil är kuperad åt nordost, men åt sydväst är den bergig. Runt Tulaquil är det ganska tätbefolkat, med 67 invånare per kvadratkilometer. Närmaste större samhälle är Yajalón, 2,7 km öster om Tulaquil. I omgivningarna runt Tulaquil växer i huvudsak städsegrön lövskog.